# Fubuki Kuno
Fubuki Kuno (久野 吹雪 Kuno Fubuki?), född 27 december 1989, är en japansk fotbollsspelare som spelar för Nojima Stella Kanagawa Sagamihara.
Fubuki Kuno spelade 1 landskamp för det japanska landslaget. Hon deltog bland annat i Algarve Cup 2013.